# Национальный орден Республики Кот-д’Ивуар
Национальный орден Республики Кот-д’Ивуар (фр. Ordre national) — высшая государственная награда Кот-д’Ивуара.

## История

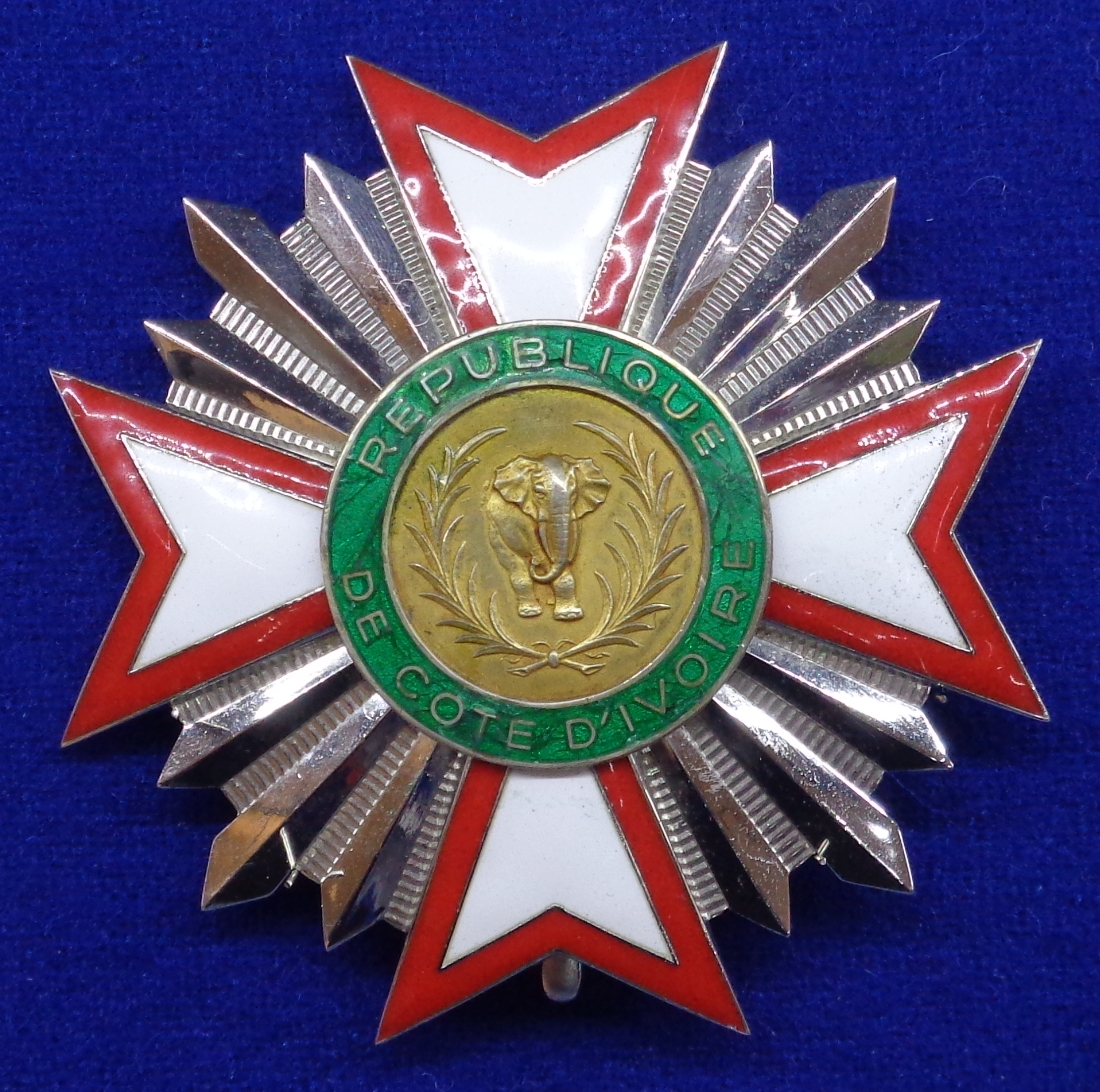
Звезда ордена

Орден учреждён законом № 60-403 от 10 декабря 1960 года, в ознаменование полной независимости Берега Слоновой Кости от Франции. Вручается в качестве высшей награды гражданам, внёсшим большой вклад в развитие Кот-д’Ивуара. Награждение происходит 1 января и 7 декабря каждого года.

## Описание
Знак ордена выполнен в виде мальтийского креста, покрытого белой эмалью, с красной окантовкой, в окружении зелёного лаврового венка. В центре креста золотой медальон с изображением слона, окружённого лавровым венком. Окантовка медальона зелёная с надписью «REPUBLIQUE DE COTE D’IVOIRE» (Республика Кот-д’Ивуар).
Звезда ордена представляет такой же крест, но со штралами в углах.
Лента красного цвета.

## Степени ордена
Национальный орден состоит из пяти степеней:
- Большой крест
- Великий офицер
- Командор
- Офицер
- Кавалер